# 阿瓦让
阿瓦让（法語：Avajan，法語發音：[avaʒɑ̃]）是法国上比利牛斯省的一个市镇，位于该省东南部，属于巴涅尔德比戈尔区。

## 地理
阿瓦让（42°50'32"N, 0°24'26"E）面积3.29 平方千米，位于法国奧克西塔尼大區上比利牛斯省，该省份为法国西南部内陆省份，北至热尔省，西接大西洋比利牛斯省，南与西班牙接壤，东临上加龙省。
与阿瓦让接壤的市镇（或旧市镇、城区）包括：博代尔卢龙、卡佐-弗雷谢-阿内朗-卡莫尔、古奥、维耶勒卢龙。

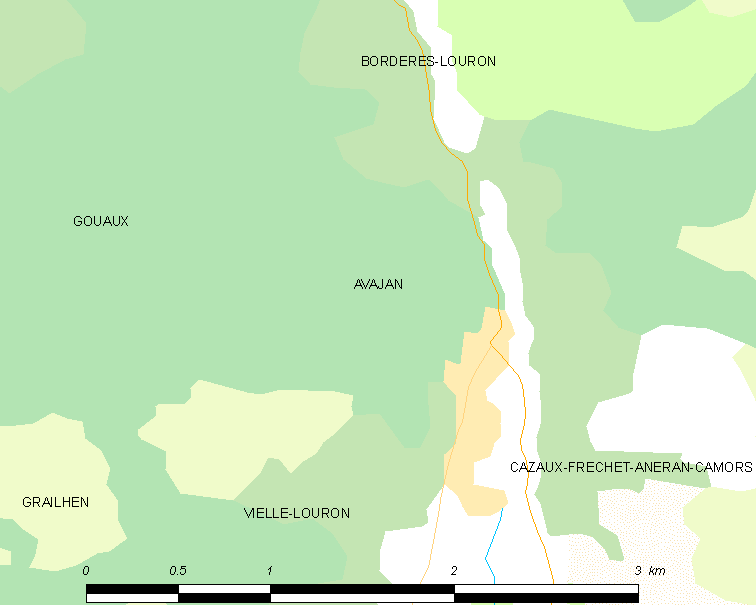
阿瓦让的OSM定位图

阿瓦让的时区为UTC+01:00、UTC+02:00（夏令时）。

## 行政
阿瓦让的邮政编码为65240，INSEE市镇编码为65050。

## 政治
阿瓦让所属的省级选区为内斯特-欧尔-卢龙县。

## 人口

1962-2008年间阿瓦让人口变化图示

阿瓦让于2022年1月1日时的人口数量为81人。